# St. Joseph (Trebbin)

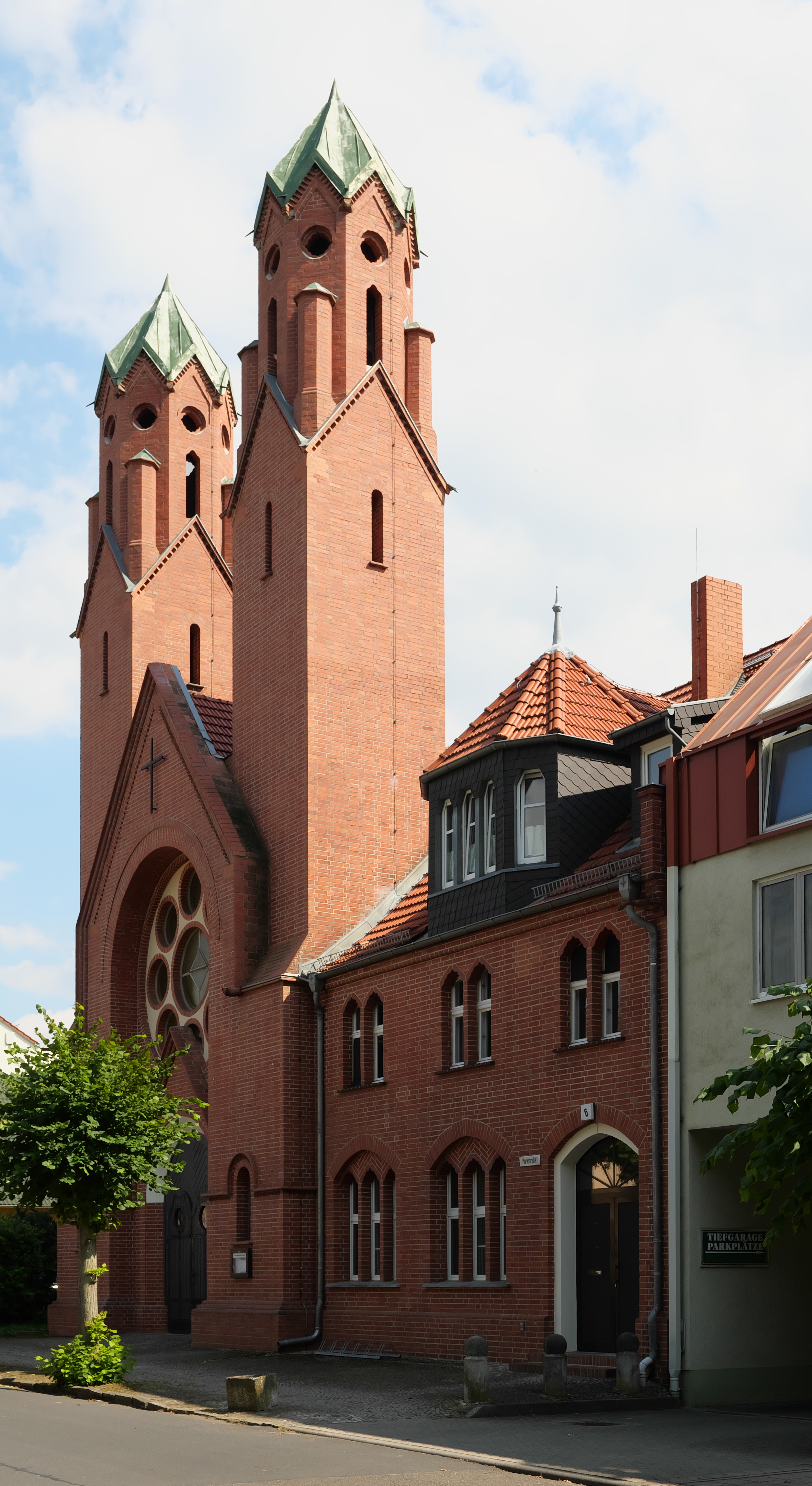
Katholische Kirche St. Joseph mit Küster- und Gemeindehaus

St. Joseph ist die katholische Stadtkirche und ein Baudenkmal in Trebbin, einer amtsfreien Stadt im Landkreis Teltow-Fläming in Brandenburg.

## Architektur und Geschichte
Die katholische Kirche befindet sich nördlich der Altstadt in der Parkstraße 6. Sie wurde zwischen 1910 und 1911 vom Trebbiner Baumeister Otto Buchner errichtet und ist in die Bauflucht der Straße eingebunden. Der Entwurf stammt vom Architekten Max Hasak. Die Weihe fand am 12. November 1911 statt. Die massiv in Ziegelbauweise errichtete Kirche hat ein Satteldach und zwei Türme. In den Jahren 1953 und 1965 fand eine Umgestaltung statt.
Das katholische Pfarrhaus, rechts daneben, wurde zur gleichen Zeit errichtet und passt sich mit seiner Backsteinfassade an die Kirche an. Es ist zweigeschossig, hat drei Achsen und ein Satteldach.
Die katholische Kirche und das Pfarrhaus gehören nach Gemeindefusionen zur Pfarrei St. Nikolaus Blankenfelde im Erzbistum Berlin.